# هانس-گونتر نیوز
هانس-گونتر نیوز (انگلیسی: Hans-Günter Neues; ۱۴ نوامبر ۱۹۵۰ – ۱۶ نوامبر ۲۰۱۶) بازیکن فوتبال اهل آلمان بود.
از باشگاه‌هایی که در آن بازی کرده‌است می‌توان به باشگاه فوتبال اس‌سی فورتونا کلن، باشگاه فوتبال کایزرسلاوترن، و باشگاه فوتبال روت‌وایس اسن اشاره کرد.